# Samir Handanović
Samir Handanović (* 14. července 1984, Lublaň, SFR Jugoslávie) je slovinský fotbalový brankář a bývalý reprezentant. Mimo Slovinsko působil na klubové úrovni v Itálii. Účastník Mistrovství světa 2010 v Jihoafrické republice.

Jeho bratranec Jasmin Handanović je také fotbalový brankář a slovinský reprezentant.
Za roky 2009, 2011 a 2012 byl Samir vyhlášen vítězem ve slovinské anketě Fotbalista roku.

## Klubová kariéra
Pod novým trenérem Antoniem Contem se stal kapitánem mužstva, které na konci srpna zahájilo ligovou sezónu 2019/20 domácí výhrou 4:0 nad Lecce. 25. září se při svém jubilejním 300. soutěžním zápase za Nerazzurri se postavil fotbalistům Lazia a podpořil domácí výhru 1:0, pátou z prvotních pěti zápasů. Během prosincového galavečera Gran Gala del Calcio si potřetí v kariéře odnesl cenu pro nejlepšího brankáře ligy. Během výhry 4:0 nad Janovem 22. prosince udržel čisté konto ve svém 100. utkání za Inter. Od jeho příchodu do Milána před sezónou 2012/13 tolik čistých kont žádný jiný brankář v italské lize nezaznamenal.
Dne 11. ledna 2020 zneškodnil v utkání s Atalantou penaltu Luise Muriela a dopomohl k domácí remíze 1:1. Čtyřiadvacátá chycená penalta v italské lize znamenala dorovnání Pagliucova rekordu. Ve finále Evropské ligy 21. srpna 2020 čelil se spoluhráči Seville, španělský soupeř však Interu trofej odepřel, když zvítězil poměrem 3:2.
Dne 14. února 2021 nastoupil za Inter Milán proti Laziu Řím a odchytal své 500. utkání v italské nejvyšší ligové soutěži, Serii A. Inter Milán získal Scudetto (mistrovský titul) poprvé od roku 2010 a 2. května ukončil devítiletou nadvládu svého rivala Juventusu. Slovinský brankář náležel mezi hlavní strůjce tohoto úspěchu.
Při domácí výhře 3:1 nad Šerifem Tiraspol ve skupině Ligy mistrů 19. října 2021 odehrál 400. soutěžní utkání za klub a podařilo se mu to jako prvnímu brankáři.
Po sezóně 2021/22 do Milána dorazil jiný brankář André Onana, s nímž měl Handanović svést souboj o post jedničky. Trenér Simone Inzaghi se podle zpráv rozhodl brankáře rotovat a rozdělit tak zápasovou porci mezi oba fotbalisty.

## Reprezentační kariéra
Samir Handanović působil ve slovinských mládežnických reprezentačních výběrech U19, U21.
V A-mužstvu Slovinska debutoval 17. 11. 2004 v Trnavě proti domácí reprezentaci Slovenska (remíza 0:0).
Svoji reprezentační kariéru ukončil 18. listopadu 2015 po prohraném dvojzápase v baráži o EURO 2016, kdy prohráli s Ukrajinou 3:1.

## Úspěchy

### Klubové
Inter Milán
- vítěz Serie A – 2020/21
- vítěz Coppa Italia – 2021/22
- vítěz Supercoppa italiana – 2021

### Individuální
- Tým roku Serie A – 2010/11,[18] 2012/13,[19] 2018/19[20]
- Sestava sezóny Evropské ligy UEFA – 2019/20[21]